# Maurice René Fréchet
Maurice René Fréchet (født 2. september 1878, død 4. juni 1973) var en fransk matematiker. Han introducerede i 1906 begrebet om metriske rum og var en af funktionalanalysens grundlæggere.